# Память на магнитных сердечниках
Память на магнитных сердечниках (англ. magnetic core memory) или ферритовая память (англ. ferrite memory) — запоминающее устройство, хранящее информацию в виде направления намагниченности небольших ферритовых сердечников, обычно имеющих форму кольца. Ферритовые кольца расставлялись в прямоугольную матрицу и через каждое кольцо проходило (в зависимости от конструкции запоминающего устройства) от двух до четырёх проводов для считывания и записи информации. Память на магнитных сердечниках была основным типом компьютерной памяти с середины 1950-х и до середины 1970-х годов.

## Принцип работы
Существовало несколько вариантов памяти на магнитных сердечниках.

### Биакс
Биакс — ферритовый сердечник с двумя взаимно перпендикулярными отверстиями. Считывание информации с биакса осуществляется без разрушения информации, таким образом не требуется время на её восстановление. Использовался в некоторых ЭВМ семейства БЭСМ.

### Схема совпадения токов[уточнить]
Схема с кольцеобразными сердечниками и четырьмя проводниками работает по принципу совпадения токов. Направление намагниченности одного ферритового кольца позволяет хранить один бит информации. Через кольцо проходят четыре провода: два провода возбуждения X и Y, провод запрета Z под углом 45°, провод считывания S под углом 90°. Для считывания значения бита на провода возбуждения подаётся импульс тока таким образом, что сумма токов через отверстие сердечника приводит к тому, что намагниченность кольца принимает определённое направление независимо от того, какое направление она имело до этого. Значение бита можно определить, измерив ток на проводе считывания: если намагниченность сердечника изменилась, то в проводе считывания возникает индукционный ток.
Процесс считывания (как и в запоминающей ЭЛТ) разрушает сохранённую информацию, следовательно, бит после считывания необходимо записать повторно.
Для записи на провода возбуждения подаётся импульс тока в обратном направлении и намагниченность сердечника меняет направление (относительно того, которое она имеет после считывания). Однако если при этом в другом направлении подаётся ток на провод запрета, то суммы токов через кольцо недостаточно, чтобы изменить намагниченность сердечника, и она остаётся такой же, как после считывания.
Матрица памяти состоит из N² кольцеобразных сердечников, нанизанных на пересечения перпендикулярных проводов возбуждения X1…XN и Y1…YN. Через все сердечники проплетается один провод считывания и один провод запрета. Таким образом, матрица позволяет считывать или записывать биты только последовательно.
Силу тока в проводах возбуждения и материал сердечника подбирают так, чтобы тока через один провод не хватило бы для изменения намагниченности сердечника. Это необходимо, поскольку на один провод возбуждения нанизано несколько десятков сердечников, а менять направление намагниченности нужно только в одном из них. Минимальная сила тока, которая может изменить намагниченность сердечника, зависит от температуры сердечника. Производители компьютерной техники решали эту проблему по-разному. Компьютеры серии PDP фирмы DEC регулировали силу тока возбуждения при помощи термистора. В компьютерах IBM матрицы памяти помещались в воздушную «духовку» или в масляную ванну, в которой поддерживалась постоянная высокая температура.

### Другие варианты
Существовали и другие варианты ферритовой памяти, отличающиеся как по проводке, так и по конфигурации сердечников. Например, функции считывания и запрета можно было совместить в один провод.
В некоторые компьютеры — например, в Packard Bell 440 и в некоторые ЭВМ семейства БЭСМ — ставили память не с кольцеобразными сердечниками, а с биаксами. У биакса было два перпендикулярных отверстия; через одно проходил провод считывания, через другое — провод записи. Такая схема позволяла прочесть бит без разрушения информации.

## История разработки
Идея запоминающего устройства в виде матрицы ферритовых сердечников впервые возникла в 1945 году у Джона Преспера Экерта, одного из создателей ЭНИАКа. Его отчёт широко циркулировал среди американских компьютерных специалистов. В 1949 году Ван Ань и Во Вайдун — молодые сотрудники Гарвардского университета китайского происхождения — изобрели сдвиговый регистр на магнитных сердечниках (Ван назвал его «устройством, управляющим передачей импульсов» — pulse transfer controlling device) и принцип «запись — считывание — восстановление», который позволил использовать сердечники, у которых процесс считывания разрушает информацию. В октябре 1949 года Ван подал заявку на патент, и получил его в 1955 году. К середине 1950-х память на магнитных сердечниках уже получила широкое распространение. Ван подал в суд на IBM, и IBM пришлось выкупить патент у Вана за 500 000 $.
Тем временем Джей Форрестер в Массачусетском технологическом институте работал над компьютерной системой Whirlwind («Вихрь»). Изначальные планы использовать память на матрице запоминающих ЭЛТ к успеху не привели. В 1949 году, также как и у Вана, у Форрестера возникла идея о памяти на магнитных сердечниках. Согласно утверждениям самого Форрестера, он пришел к этому решению независимо от Вана. В марте 1950 года Форрестер со своей командой разработал ферритовую память, работающую по принципу совпадения токов; предложенная им схема с четырьмя проводами — X, Y, считывание, запрет — стала общепринятой (см. описание выше). В мае 1951 года Форрестер подал заявку на патент, и получил его в 1956 году.

## Конец эпохи
В 1970 году Intel выпустила память DRAM на полупроводниковой микросхеме. В отличие от памяти на магнитных сердечниках, память на микросхемах не требовала мощного источника питания при работе и кропотливого ручного труда при производстве, а её ёмкость росла экспоненциально согласно закону Мура. Таким образом в 1970-х годах память на магнитных сердечниках была вытеснена с рынка.
Однако, в отличие от полупроводников, магнитные сердечники не боялись радиации и электромагнитного импульса, и поэтому память на магнитных сердечниках некоторое время продолжали использовать в военных и космических системах — в частности, её использовали в бортовых компьютерах Шаттлов до 1991 года.
Следы эпохи повсеместного распространения ферритовой памяти остались в компьютерном термине core dump (букв. «распечатка содержимого сердечников», в современных Unix- и Linux-системах так называется файл, в который операционная система для отладки сохраняет содержимое рабочей памяти процесса), а также «прошивка» (запись в память — ферритовые ПЗУ физически прошивались проводом согласно последовательности «записанных» битов).